# 黄圩镇 (响水县)
黄圩镇，是中华人民共和国江苏省盐城市响水县下辖的一个乡镇级行政单位。

## 行政区划
黄圩镇下辖以下地区：
黄圩社区、黄南社区、云彩村、大兴村、均平村、黄北村、东盛村、龙马村、云梯关村和双套村。